# Villa Albertina (Buenos Aires)
Villa Albertina es una de las 14 localidades del partido de Lomas de Zamora, en el sur del Gran Buenos Aires, Argentina.

## Geografía
Se encuentra en el oeste del municipio de Lomas de Zamora. Limita al norte con Ingeniero Budge y Villa Lamadrid, al oeste con Santa Catalina, al sur con Santa Marta y al este con Villa Centenario

### Fuente de agua mineral
La Villa Albertina bonaerense se caracteriza por sus fuentes de agua mineral, pero aunque se ha tratado de vender embotellada (ca. 1970) tal tipo de agua para ser bebida por los humanos, la misma es demasiado salada para el consumo habitual, aunque -si las napas se mantienen limpias- tales aguas son buenas para baños.
Predio Juan Carlos "Nene" Diaz
El predio Juan Carlos "Nene" Diaz pertenece al Club Atlético Los Andes, ubicado sobre la calle Intendente Tavano. Allí se realizan entrenamientos, partidos de reserva y actividades como la inscripción para las inferiores, ya sean masculinas o femeninas.
Balneario
En el año 2010 fue reinaugurado el predio municipal conocido como Balneario de Villa Albertina, que cuenta con 2 piletas de agua salada, parrillas, mesas y bancos, baños, frondosa arboleada y es de acceso gratuito.

### Sismicidad
La región responde a la «subfalla del río Paraná», y a la «subfalla del río de la Plata», con sismicidad baja; y su última expresión se produjo el 5 de junio de 1888 (137 años) de silencio sísmico), a las 3.20 UTC-3, con una magnitud probable, de 5,0 en la escala de Richter (terremoto del Río de la Plata de 1888).

## Lugareños
Federico Cañete, locutor argentino de radio y televisión.
Ramona Pucheta, diputada Nacional por Buenos Aires electa en 2011.